# Mia Danielsson

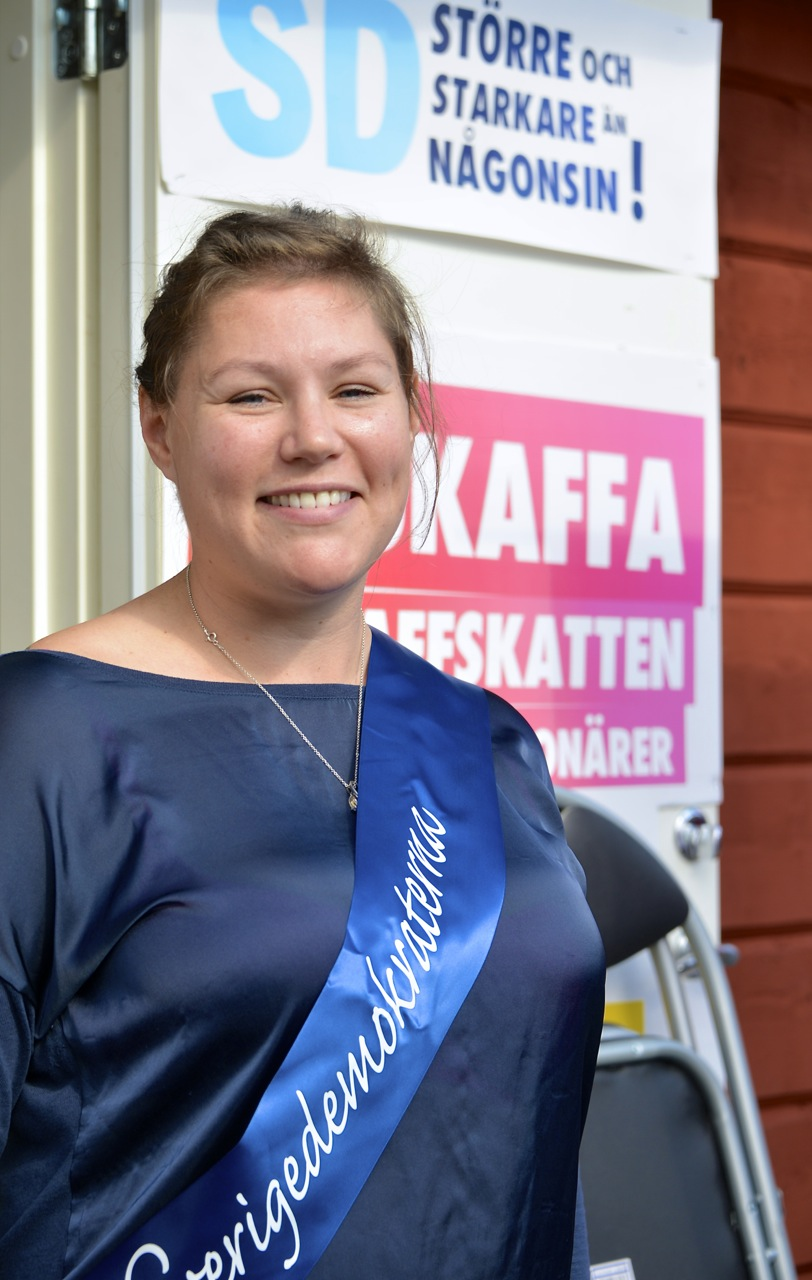
Mia Danielsson i SD:s valstuga 10 september 2014.

Maria Charlotte Danielsson, född 2 januari 1980 på Örnäset i Luleå, är en tidigare sverigedemokratisk politiker, ledamot i Stockholms kommunfullmäktige och gruppledare 2014-2015. Från september 2014 till april 2015 var hon även ordförande för SD Stockholms stad. Danielsson blev avsatt som ordförande 2015 av partiets medlemmar och William Hahne blev ny ordförande. Kort därefter avsattes hon även som gruppledare för Sverigedemokraterna i Stockholms stadshus. Maria Danielsson avslutade då sitt medlemskap i Sverigedemokraterna och var politisk vilde fram till valet 2018. 
Efter en uppmärksammad artikel i Dagens Nyheter där Maria Danielsson föreslog att man skulle "bussa" skolbarn med goda skolresultat till skolor i förorten för att på så sätt minska segregationen blev Danielsson känd under smeknamnet "Buss-Mia".

## Biografi
Mia Danielsson är utbildad på University of California, Los Angeles, UCLA, 1999-2005. Hon har en examen i amerikansk litteratur och internationell statsvetenskap. Graduate school på California State University Northridge, CSUN. Hon är behörig och legitimerad lärare i språk och statsvetenskap sedan 2006 i USA samt behörig och legitimerad lärare i Sverige sedan 2009.
Hon är vice ordförande för Saknade Barns Nätverk 2009–2013. 
Hon är författare till boken Rädda Baby Thor 2013. 